# Мартенс, Адольф
Карл Адольф Готфрид Мартенс (нем. Karl Adolf Gottfried Martens; 6 марта 1850, Бакендорф близ Хагенова — 24 июля 1914 Гросс-Лихтерфельде, Берлин) — немецкий металлограф; пионер в области металлографии стали и соответствующих методик исследований. В его честь назван один из методов термообработки стали.

## Биографические данные

### Детство и юношеские годы
Адольф Мартенс родился 6 марта 1850 года в небольшом городке Бакендорф, вблизи города Гагенова (Мекленбург-Передняя Померания). Его отец занимался недвижимостью. Окончил немецкую начальную школу (нем. Реальную) в Шварине. В возрасте семнадцати лет он некоторое время работал слесарем в мастерской плотника Эрнста Брокельманна в Гюстрове (нем. Gustrow).
В 1868 году поступил в Королевскую высшую техническую школу в Берлине и в 1871 году окончил её с получением звания инженера.

### Инженерная карьера
Свою инженерную карьеру Мартенса начал сотрудником Прусской Восточной Железной дорогой (нем. Preussische Ostbahn) в Быдгоще. К его функциям относились проектирование и надзор за состоянием железнодорожных путей, мостов и других железнодорожных сооружений. В 1875 году Мартенс перешел работать в инженерную группу железнодорожной ветки Берлин — Вроцлав в Берлине. Основной его задачей было тестирование и проверка качества стальных конструкций, в основном рельсов. Во время проведения исследований будущий ученый завязал много важных знакомств с представителями промышленности. Преимущественно это были две компании:
- «Gutehoffnungshütte» из Вестфалии;
- «Königs-Laurahütte» из Шленска[2].

### Научная деятельность
Адольф Мартенс в 1880 году вернулся в свое учебное заведение на должность ассистента профессора. 1 апреля 1884 года занял пост руководителя Института технико-механических исследований. К его коллективу присоединился профессор М. Руделофф (нем. Max Rudeloff), который после смерти Мартенса стал руководителем Института, и два техника. Развитие института и целой отрасли материаловедческих исследований ускорило образование в Берлине в 1884 году нового очага исследования смазочных масел и бумаги. Через пять лет Мартенс получил звание профессора.
В 1904 году А. Мартенс предложил объединить все подчиненные ему подразделения, результатом чего стало создание Института материаловедения в Далеме, пригороде Берлина. Следующий успех пришел годом позже. За свои заслуги и значительный вклад в углубление знаний по материаловедению удостоен Дрезденской политехникой титула почетного доктора (лат. Doctor honoris causa). Был членом Прусской академии наук в Берлине. Адольф Мартенс руководил своим институтом, интенсивно развивая его, вплоть до смерти.

### Последние годы жизни
В 1913 году состояние его здоровья неожиданно ухудшилось. Умер 24 июля 1914 года в Берлине. Похоронен на кладбище в Далеме между рядом с могилами сына и его сотрудника Эмиля Гейна.

## Научное наследие
Профессор Адольф Мартенс был пионером в металлографии железа и стали. Его работы в этой отрасли науки принесли ему большую известность и авторитет. Генри Клифтон Сорби, Герман Веддинг и Мартенс занимались независимо друг от друга развитием методик металлографии с применением микроскопии. Большой интерес исследователей вызвала внутренняя структура металлов а также зависимость свойств материалов от процессов их создания и обработки. Мартенс, хотя он и отдавал предпочтение эскизным зарисовкам видимых микроструктур, провел несколько опытов с использованием светочувствительных фотографических эмульсий. Он предложил применять освещение образца под углом к его поверхности для того, чтобы улучшить качество видимого изображения. В круг его научных интересов входило изучение усадочных явлений в отливках. Он обнаружил и описал дендритные структуры, которые он называл «кристалл сосноподобный». Он также провел наблюдения и исследования поверхностей излома образцов материалов. Спроектировал и изготовил твердомер Бриннеля, разрывную машину а также  так называемый скретч-тестер. Был автором многочисленных учебников по материаловедению. Развил такие технологии обработки, как резка, шлифовка, полировка и травление, основы которых были заимствованы из минералогии.
Оригинальные заметки и рукописи Мартенса хранятся в коллекциях Федерального института исследований материалов в Берлине (нем. Bundesanstalt für Materialforschung und -prüfung, BAM).

## Чествования ученого
В 1902 году возникла идея, чтобы использовать фамилию Адольфа Мартенса в названии фазы «большой твердости с игольчатой структурой» в стали. Французский профессор Флорис Осмонд сказал:
Я буду называть эту составляющую «мартенситом» — по фамилии профессора Мартенса, который заложил в Германии в 1887 году независимый центр металлографических исследований, и с тех пор он продвигается по пути науки с настойчивостью, талантом и успехом.
В сентябре 1912 года в Нью-Йорке состоялся Шестой конгресс Международной ассоциации по испытанию материалов (англ. International Asotiation for Testing Materials, IATM). На конгрессе Комиссия микроскопических названий субстанций и структур стали и чугуна (англ.  Naming Commission Microscopic Substances and Structures of steel and iron) приняла окончательное решение в вопросе названий для структурных составляющих железоуглеродистых сплавов. Единогласно был утвержден термин «мартенсит».
От фамилии Мартенса происходит также собственное название универсальной шкалы твердости — "твердость по Мартенсу (HM)" и способ для определения температуры вспышки в закрытом тигле — "метод Пенски-Мартенса".
25 января 1991 года по инициативе работников Федерального института исследований материалов было зарегистрировано общество для увековечения памяти великого ученого. В рамках общества создан специальный фонд, задачей которого является раз в два года выделение средств на поддержание и популяризацию исследований в материаловедении, аналитической химии и технике безопасности.

## Избранные публикации
- "A. Martens" Festigkeitseigenschaften des Magnesiums (Механические свойства магния). Julius Springer, Berlin, 1887.
- "A. Martens" Schmieröluntersuchungen. Ergänzungsheft III. (Исследования масла. Приложение III). Julius Springer, Berlin, 1888.
- "A. Martens" Schmieröluntersuchungen. Ergänzungsheft V (Исследования масла. Приложение V.). Julius Springer, Berlin, 1889.
- "A. Martens" Хандбух der Materialienkunde für den Maschinenbau (Учебник по технологии материалов для инженеров-механиков. Часть І. — Исследования материалов). Julius Springer, Berlin, 1898.
- "A. Martens, Heyn E." Хандбух der Materialienkunde für den Maschinenbau. (Учебник по технологии материалов для инженеров-механиков. Часть II. — Важнейшие свойства металлов и сплавов). Julius Springer, Berlin, 1912[2][11].